# Arthur Aronsohn
Arthur Aronsohn (Amsterdam, 29 augustus 1896 – Driebergen, 31 augustus 1964) was een Nederlandse civiel ingenieur.
Aronsohn studeerde civiele techniek aan de Technische Hogeschool in Delft en ging na zijn studie werken als raadgevend ingenieur. In 1927 vestigde hij zich als zelfstandig raadgevende ingenieur met een eigen ingenieursbureau in Rotterdam opdat tot vandaag de dag nog bestaat onder de naam Aronsohn raadgevende ingenieurs. In 1925 liet hij zich tot Nederlander naturaliseren.
In de jaren dertig was Aronsohn betrokken als adviseur bij vele grote uitbreidingsprojecten in Rotterdam zoals: de bouw van het Atlantic Huis, de Academie van Beeldende Kunsten en Technische Wetenschappen, het woongebouw aan het Ungerplein en het Sint Franciscusgasthuis. Hij gaf veelal adviezen over het gebruik van gewapend beton maar was ook betrokken bij gebouwen met staalconstructies als skelet, zoals de woontoren van ir. Willem van Tijen aan de Parklaan te Rotterdam.
Na de Tweede Wereldoorlog was er veel werk door de nodige heropbouw van Rotterdam en was Aronsohn met zijn bureau betrokken bij diverse grote projecten als warenhuizen, het Centraal Station, het stationspostkantoor, het Rijnhotel, De Doelen, de parkeergarage onder het Schouwburgplein, de Medische Faculteit, de Economische Hogeschool, de Willemswerf, de Weenatoren en het Sophia Kinderziekenhuis. Ook was zijn bureau betrokken bij het herstel en de uitbreiding van de scheepswerven, fabrieken en bedrijfsgebouwen in de havens. Tegenwoordig houdt het bureau zich bezig met de bouw van hoofdkantoren van grote ondernemingen, zoals: ING, Nationale Nederlanden, ABN Amro, academische ziekenhuizen, etc. 
Aronsohn was een van de initiatiefnemers van de oprichting van het Bouwcentrum Rotterdam en was jarenlang redacteur van het tijdschrift Bouw.